# Логінов Олександр Миколайович
Олександр Миколайович Логінов (нар. 23 липня 1991) — український футболіст, захисник.

## Життєпис
Олександр Логінов народився 23 липня 1997 року. Вихованець дніпропетровських клубів АТБ-Олімп, ДЮСШ-12, «Ювілейний» та «Дніпро».
На дорослому рівні розпочав виступати в 2007 році за аматорський ЛФК «Дніпро» (Дніпропетровськ), який виступав в обласних футбольних змаганнях Дніпропетровської області. В складі ЛФК зіграв 11 матчів. Перший професіональний контракт підписав 2008 року з криворізьким «Кривбасом», але за головну команду клубу не зіграв жодного офіційного поєдинку. Натомість виступав за юнацькі та молодіжні команди криворіжців, зіграв 13 матчів та відзначився 3 голами. У 2009 році перейшов до дніпопетровського «Дніпра», але як і в Кривому Розі, за головну команду не зіграв жодного офіційного поєдинку. За дніпропетровців у юнацькій та молодіжній командах зіграв 32 матчі та відзначився 3-ма голами. У 2011 році повернувся до «Кривбасу», але як і минулого разу, за головну команду не зіграв жодного поєдинку. За молодіжну команду криворіжців зіграв 12 матчів та відзначився 1 голом.
У 2012 році перейшов до ще аматорського клубу «Жемчужина» (Ялта). А вже в сезоні 2012/13 років разом з клубом дебютував на професіональному рівні, у групі Б другій лізі чемпіонату України. На професіональному рівні дебютував 25 липня 2012 року в переможному (2:0) виїзному матчі 1-го попереднього раунду кубку України проти одеського СКА. Олександр вийшов у стартовому складі та відіграв увесь поєдинок, а на 90+1-й хвилині отримав жовту картку. А через 4 дні, 29 липня 2012 року, дебютував за «Жемчужину» в прграному (0:2) виїзному матчі групи б другої ліги чемпіонату України, проти кременчуцького «Кременя». Логінов у тому поєдинку вийшов у стартовому складі, але на 46-й хвилині був замінений на Івана Карабіна. Загалом у футболці ялтинського клубу в сезоні 2012/13 років у другій лізі зіграв 12 матчів, ще 2 поєдинки того ж сезону провів у кубку України.
Під час зимової перерви сезону 2012/13 років перейшов до кіровоградської «Зірки». У футболці кіровоградської команди дебютував у програному (0:1) виїзному матчі 23-го туру першої ліги чемпіонату України проти ФК «Полтави». Олександр вийшов на поле в стартовому складі та відіграв увесь матч. Протягом свого перебування в кіровоградській команді в першій лізі чемпіонату України зіграв 18 матчів, ще 1 поєдинок провів у кубку України.
Під час зимової перерви сезону 2013/14 років перейшов до алчевської «Сталі». В складі свого нового клубу дебютував 26 липня 2014 року в переможному (3:1) матчі 1-го туру першої ліги чемпіонату України проти своєї колишньої команди, кіровоградської «Зірки». Логінов вийшов на поле на 82-й хвилині, замінивши автора дубля в тому матчі, Андрія Скарлоша. У футболці алчевської команди відзначився дебютним голом у професіональній кар'єрі. Сталося це на 65-й хвилині переможного (3:2) виїзного матчу 16-го туру першої ліги чемпіонату України, проти все тієї ж кіровоградської «Зірки». У футболці «Сталі» в чемпіонатах України зіграв 16 матчів та відзначився 1 голом.
В 2015 році перейшов до складу кременчуцького «Кременя». За свою нову команду дебютував 28 березня 2015 року в переможному (2:0) виїзному матчі 17-го туру другої ліги чемпіонату України проти макіївського НПГУ-Макіїввугілля. Логінов вийшов у стартовому матчі та відіграв увесь поєдинок. Загалом у футболці «Кременя» в чемпіонатах україни зіграв 22 поєдинки, ще 1 матч зіграв за «Кремінь» в кубку України. На початку грудня 2015 року стало відомо, що Олександр залишив команду.
Наприкінці березня 2016 року на правах вільного агента підсилив склад рівненського «Вереса». В складі рівненського клубу дебютував 2 квітня 2016 року в програному (0:1) домашньому матчі 17-го туру другої ліги чемпіонату України проти чернівецької «Буковини». Олександр вийшов на поле на 88-й хвилині, замінивши Бориса Орловського. Першим та єдиним голом за рівненську команду відзначився 30 квітня 2014 року на 24-й хвилині переможного (3:1) домашнього поєдинку другої ліги чемпіонату України проти горностаївського «Мира». Логінов вийшов у стартовому складі та відіграв увесь поєдинок. Загалом у футболці рівненського клубу зіграв 9 матчів та відзначився 1 голом. На початку липня 2016 року на правах вільного агента залишив «Верес».
На початку липня 2017 року відправився на перегляд до першолігового «Нафтовика-Укрнафти», а вже через декілька днів підписав контракт з охтирським клубом. У складі «Нафтовика» дебютував 30 липня 2016 року в програному (0:1) виїзному матчі 2-го туру першої ліги чемпіонату України проти чернігівської «Десни». Олександр вийшов у стартовому складі та відіграв увесь поєдинок. Дебютним голом за «Нафтовик» 30 жовтня 2016 року на 48-й хвилині переможного (2:1) домашнього матчу 16-го туру першої ліги чемпіонату України проти ФК ФК «Тернополя». Логінов вийшов у стартовому складі та відіграв увесь поєдинок. Наприкінці січня 2017 року відправився на перегляд до складу прем'єрлігового донецького «Олімпіка», але вже через два дні Олександр повернувся до складу «Нафтовика». Наразі в футболці охтирської команди в чемпіонаті України зіграв 11 матчів та відзначився 1 голом. Літом 2017 року вперше відправився за кордон, підписав контракт з білоруською «Іслочю». Дебютував в вищій лізі Білорусі 6 серпня 2017 года, вийдя в стартовому складі в виїзном матчі проти гродненського «Немана»[5].

## Досягнення
- Друга ліга чемпіонату України
  -  Переможець (1): 2019/20
  -  Срібний призер (1): 2015/16
  -  Бронзовий призер (1): 2014/15